# 日本政策投資銀行法
日本政策投資銀行法（にっぽんせいさくとうしぎんこうほう、平成11年6月11日法律第73号）は、かつての日本の法律である。
日本政策投資銀行（旧DBJ）の根拠法であり、本法律の制定により日本開発銀行法および北海道東北開発公庫法は廃止されるとともに、日本開発銀行と北海道東北開発公庫は解散し日本政策投資銀行が設立された。
本法律は、株式会社日本政策投資銀行法（平成19年6月13日法律第85号）制定により廃止され、日本政策投資銀行（旧DBJ：特殊法人たる特殊銀行）は株式会社日本政策投資銀行（新DBJ：特殊会社）に改組された。

## 構成
- 第1章 総則
- 第2章 役員及び職員
- 第3章 業務
- 第4章 財務及び会計
- 第5章 監督
- 第6章 雑則
- 第7章 罰則
- 附則